# Lamprosema rakotalis
Lamprosema rakotalis là một loài bướm đêm trong họ Crambidae.